# Verfassungsgerichtshof (Belgien)
Der Verfassungsgerichtshof (niederländisch Grondwettelijk Hofⓘ, französisch Cour constitutionnelle) ist das belgische Verfassungsgericht. Er ist im belgischen Rechtsstaat zuständig für die Prüfung der gesetzeskräftigen Rechtsnormen mit der Verfassung sowie mit den Vorschriften zur Verteilung der Zuständigkeiten zwischen Föderalstaat, Gemeinschaften und Regionen. Die Urteile des Verfassungsgerichtshofes sind vollstreckbar und nicht berufungsfähig.
Der Hof wurde als spezialisiertes und von der gesetzgebenden, ausführenden und rechtsprechenden Gewalt unabhängiges Rechtsprechungsorgan konzipiert.
Der Hof setzt sich aus zwölf Richtern zusammen, denen Referenten sowie zwei Kanzler beistehen. Das Verwaltungspersonal umfasst etwa fünfzig Mitarbeiter.
Im Vergleich zu den Verfassungsgerichten anderer Staaten weist der belgische Verfassungsgerichtshof einige Besonderheiten auf: Die zwölf Richter vertreten nicht nur in ausgewogener Weise die beiden belgischen Landesteile Flandern (niederländischsprachig) und Wallonien (französischsprachig), sechs von ihnen sind keine Volljuristen, sondern erfahrene Politiker, die die aktive Politik endgültig verlassen haben, um die Rolle eines obersten „Schiedsrichters“ wahrzunehmen.
Das Gericht wurde am 1. Oktober 1984 im Senat unter der Bezeichnung Schiedshof (niederländisch Arbitragehof, französisch Cour d’arbitrage) gegründet und trägt seit Mai 2007 die heutige Bezeichnung. Sitz des Gerichts ist Brüssel.